# ヒール (靴)

ヒール

ヒール（英: heel）は、靴のかかと。または、高さを出すためにその部分に取り付ける部品のことである。英語では元来 heel はかかとそのものを意味する。
ヒールの高さは、欧米ではヒールの前面の付け根から靴底とのつなぎ目から床までを垂直に計った高さをインチ (inch) で表し、日本のJIS規格では、後部の付け根から床面までを垂直に計りセンチメートル (cm) で表す。
高さは、3cm未満をローヒール、3–6.5cmを中ヒール、7cm以上をハイヒールといい、形状は様々なものがある。材質は、古くは木や革、現代ではプラスチックが主流。合成ゴム、金属製もある。
現在のヒールに相当するものは15世紀から16世紀ごろに誕生し、背を高く見せたり、雨天に外出するために靴底を地面から高くするために、台形状のものが靴底に取り付けられたとされる。
ヒールを履く習慣のある人はふくらはぎの筋肉（腓腹筋）が過剰に発達し、脚が太くみえてしまうことや、運動によりダイエットをしても筋のトレーニングとなりなかなか細くならないという指摘もある。

## ヒールの種類
| ヒール         | 英語        | 別名                    | |
| -------------- | ----------- | ----------------------- | --- |
| フレンチ       | French      |                         | ルイヒールと同じスタイルのエレガントなヒール。付け根が太く、先端に従って細い。 |
| ピン           | pin         |                         | 針先のように細いという意味から、先端の細いハイヒールのこと。 |
| ブールバード   | boulevard   |                         | 高さ7–8 cmある後部が少し内側にカーブしたハイヒールで、キューバンヒールよりも細い。木・プラスチックに革巻きしたものが多い。                                                                       |
| スパニッシュ   | Spanish     |                         | スペイン調のヒール。ヒールの基部は接地面から6–8 cmの高さで、安定性が良い。 |
| ストレート     | straight    |                         | 側面から見て、カーブがない真っ直ぐなヒール。 |
| ハイ           | high        |                         | 高さ7 cm以上あるドレスアップ婦人靴のヒール。背が高くなりスタイルは良くなるが、歩行用には向かない。                                                                                               |
| スタック       | stacked     | ビルトアップ スタックド | 革を積み上げたもの。または、ヒールの外観を摘み革のようにプリント模様をつけたもの。 |
| セットバック   | set back    |                         | かかとの付け根から床まで垂直で、底面との接合部からヒールの接地面へ斜めに傾き、全体が後ろに押し付けられたような形をしているヒール。                                                               |
| フランジ       | flange      |                         | 突き出た縁を意味する、床との接地面が広がったヒール。 |
| スプール       | spool       |                         | 上部の基部と、下部の接地面が広がっていて、中央部にくびれがある糸巻状のヒール。 |
| キューバン     | Cuban       |                         | 高さ3–5 cmの高さで、垂直に立つ太いヒール。婦人靴に使われる。 |
| ミリタリー     | military    |                         | 高さ3–5 cmくらいの直線的なヒール。婦人用のオックスフォードやパンプスに用いられる。 |
| スクエア       | square      |                         | 四角張った形のヒール。 |
| コーン         | cone        |                         | アイスクリームのコーンのような円錐形をしており、付け根は太く、先端は細く尖った婦人靴用のヒール。                                                                                                 |
| バレル         | barell      |                         | 樽のように中間が太いヒール。 |
| ダッチ         | Dutch       | ダッチボーイ            | オランダの木靴のようなかかとの形状の小型のヒール。 |
| ピナフォア     | pinafore    |                         | ヒールの接地部分と靴の踏み付け部分との中間が、アーチ状にくれている。意味は「幼児用エプロン」の名称から。ウェッジの一種と区分されることも。                                                       |
| ウェッジ       | wedge       | 船底型                  | くさび形のヒールのことで、前端に比べてかかとの部分が高く、土踏まずの部分も平らになっている。 |
| ロー           | low         |                         | 3 cm未満のヒール。紳士靴のほとんどに用いられ、婦人靴ではオックスフォードやカジュアルシューズに多い。                                                                                             |
| スプリング     | spring      |                         | 高さ2–3 cmのヒールで、前部が斜めにカットされているスポーティなヒール。 |
| フラット       | flat        |                         | 高さ1.5 cm程の平たいヒール。 |
| ルイ           | Louis       | ルイ・フィフティーン    | 18世紀のルイ15世のころのフランスで流行した婦人靴用のヒール。高さ5–6 cmが中心で、付け根は太く、先が細くなったもので、後方は前方にカーブして、前部も靴底面にカーブして連続的につながった形のもの。 |
| フレア         | flare       |                         | 高さ6 cmくらいで中間が細く、下部が広がった婦人靴用のヒール。エレガントなタイプが多い。 |
| コンチネンタル | continental |                         | ヒールの底に前方の部分が垂直で、6–8 cmくらいのヒール。婦人靴に使われる。 |
| フーデッド     |             |                         | [ 2 ] |

## ヒールリフティングの種類
- ヒール[2]（ほとんどが現代ではこのタイプ）
- ウエッジ[2]（厚底靴などで見られる）
- チョピン[2]
- パトン[2]
- パトン&シューズ[2]
- スラップソール[2]

## ギャラリー

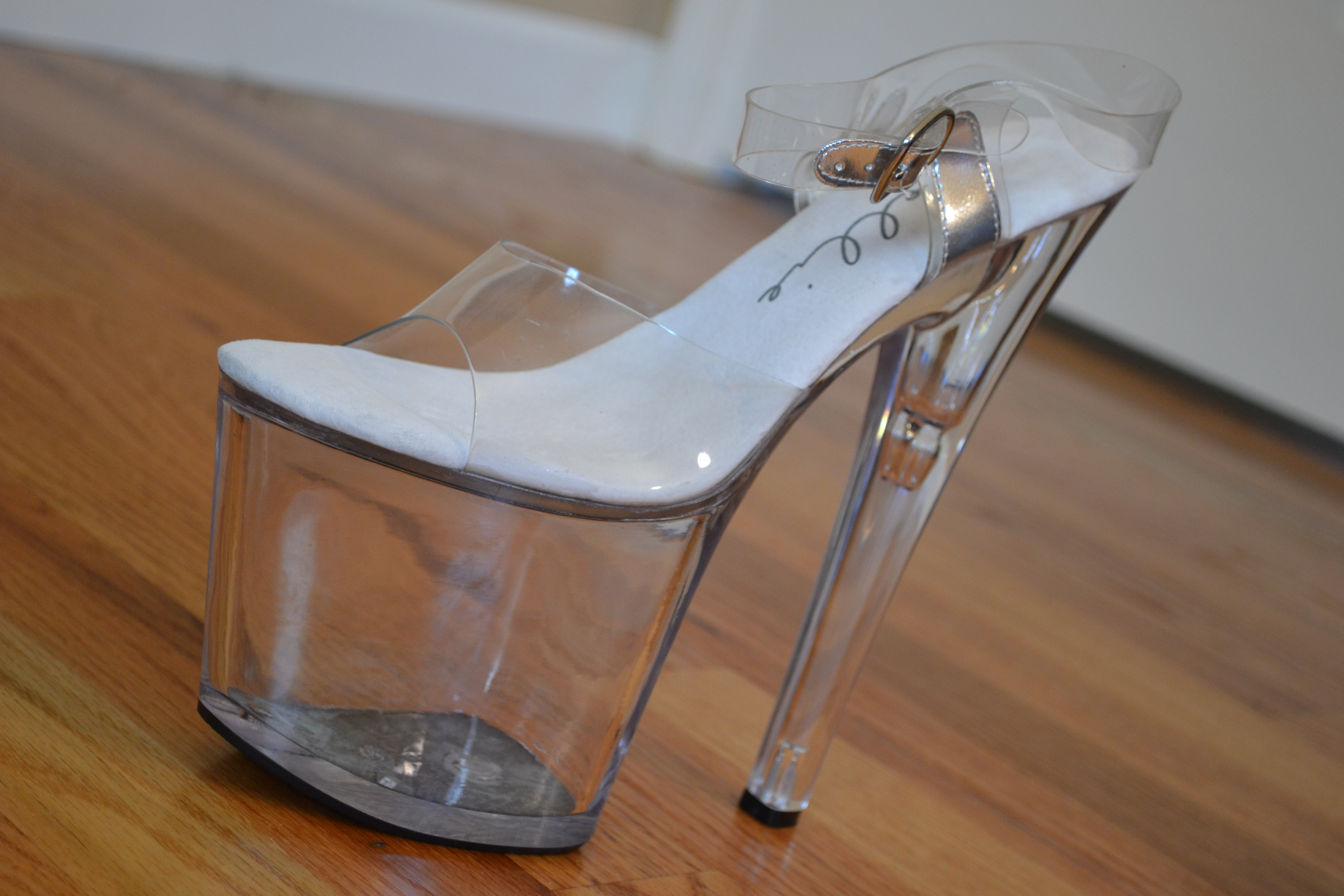
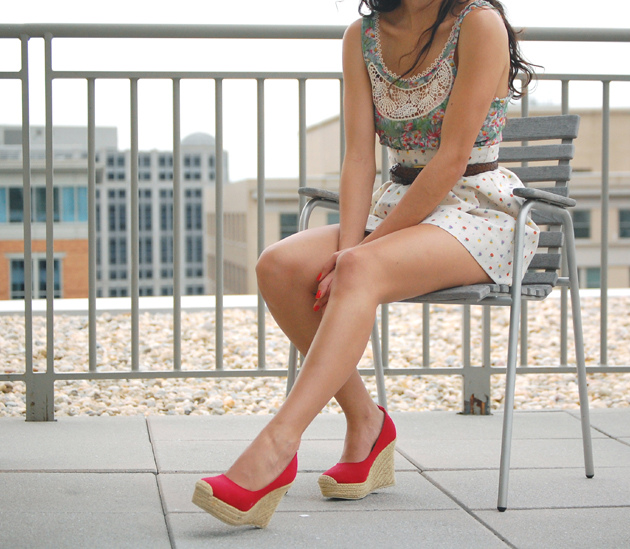
ウェッジ・ヒール（ウェッジ・ソール） ※ 楔（くさび）型という意味